# Мозаїчність структури
Мозаїчність структури (рос. мозаичность структуры, англ. mosaic structure, нім. Strukturmosaik f) — горизонтальне розчленування, відмінність властивостей на різних ділянках об'єкта. Наприклад, гідрофобно-гідрофільна мозаїчність вугільної поверхні.
В кристалографії розрізняють М. морфологічну — явище розчленування поверхні граней кристалів мінералів на серію дрібних ділянок, які утворюють з нею і між собою незначні кути (віциналі, штрихуватість, шершавість та ін.) та М. структурну — сукупність однорідних кристалічних ділянок, що зрослися між собою в неявно паралельному положенні.